# Tiago Mendes
Tiago Mendes, oftast bara kallas Tiago, född 2 maj 1981 i Viana do Castelo, är en portugisisk fotbollstränare och tidigare spelare (mittfältare). 
Tiago köptes av Atlético Madrid den 20 juli 2011 efter att varit lånad från Juventus i cirka 18 månader och skrev då på ett tvåårskontrakt. Han har även representerat det portugisiska landslaget.